# Корпорация монстров (франшиза)
«Корпора́ция мо́нстров» (англ. Monsters, Inc.) — серия мультфильмов, состоящая из дилогии «Корпорация монстров» и «Университет монстров». Мультфильмы созданы компаниями Pixar и Walt Disney Pictures.

## Мультфильмы

### Корпорация монстров (2001)
Первый мультфильм представляет мир монстров, в котором монстры отправляются в человеческий мир по ночам и пугают детей, чтобы получать энергию страха. Когда маленькая девочка Бу случайно входит в мир монстров, друзья Майк и Салли должны найти способ скрыть её от властей и вернуть её домой. Фильм превзошел «Историю игрушек 2» и достиг своего пика в качестве второго самых оживленных анимационных фильмов за все время, за исключением «Короля-льва» 1994 года. Это был один из первых анимационных фильмов, которые были номинированы на Оскар за лучший анимационный фильм, но проиграли «Шреку».

### Университет монстров (2013)
Приквел к первому мультфильму «Университет Монстров» рассказывает о предыстории Майка и Салли. Будущие друзья встречаются в колледже и изначально не ладят друг с другом, но попадают в одну и ту же команду в «Страшильных играх» университета, где они и их команда неудачников должны победить в соревновании или быть исключены из школы. Когда команда борется, они учатся работать вместе и медленно становятся лучшими друзьями.

## Мультсериал
На основе мультфильма «Корпорация монстров» для Disney+ студией Disney Television Animation будет создан мультсериал. Мультсериал был подтвержден в пресс-релизе Disney 9 ноября 2017 года, как часть списка в разработке для будущей службы потоковой передачи The Walt Disney Company. 9 апреля 2019 года было объявлено, что шоу будет называться «Монстры за работой», а премьера состоится в 2020 году. Пять актёров из оригинального актёрского состава вернутся, включая Джона Гудмена и Билли Кристал, чтобы повторить их роли. Премьера сериала запланирована на 2 июля 2021 года.

## Короткометражки

### Новая машина Майка
Майк купил новую машину с приводом 6×6 и похвалился ею перед Салли. Вначале Салли играется с ультра-регулируемыми сиденьями, пока Майк не прикрикнул на него. Машина стала подавать сигнал, что ремни безопасности не застёгнуты. При попытке застегнуть заклинивший ремень безопасности Майк случайно запирает себя снаружи. Он требует у Салли, чтобы тот нажал кнопку. Салли запутался в многочисленных кнопках и случайно открывает капот машины. Майк пытается закрыть капот и проваливается внутрь машины. Ему удаётся выбраться. Когда он застёгивает ремень, вдруг запускаются дворники. Майк нажимает какую-то кнопку, и в машине наступает хаос. Майку удаётся остановить всё, повернув ключ зажигания. Салли поправляет зеркало заднего вида и случайно ломает его. Майк требует Салли выйти из машины, затем неожиданно резко срывается с места и тут же разбивается. Салли удивляется отсутствию подушек безопасности, и тут они сработали, отбросив Майка. Салли ловит Майка в воздухе, а тот оплакивает свою старую машину.

### Центр вечеринки
«Центр вечеринки» — короткометражный анимационный фильм с участием персонажей из «Университета Монстров». Премьера состоялась 9 августа 2013 года на D23 Expo. Короткометражка была выпущена театрально вместе с Хорошим динозавром в 2014 году, прежде чем фильм был отодвинут до 2015 года. Вместо этого она была театрально выпущена 21 марта 2014 года, с Маппетами.
Братство Общажного кошмара организовала вечеринку, но никто не приходит. Чтобы решить проблему, они используют дверные станции, чтобы украсть посетителей из самой большой вечеринки, которая происходит в другом братстве.

## Сборы
| Мультфильмы          | Дата выхода   | Сборы        | Сборы         | Сборы          | Бюджет       | Ссылки |
| Мультфильмы          | Дата выхода   | США          | Другие страны | Весь мир       | Бюджет       | Ссылки |
| -------------------- | ------------- | ------------ | ------------- | -------------- | ------------ | ------ |
| Корпорация монстров  | 2 ноября 2001 | $289 916 256 | $287 509 478  | $577 425 734   | $115 000 000 | [ 9 ]  |
| Университет монстров | 21 июня 2013  | $268 492 764 | $475 736 673  | $744 229 437   | $200 000 000 | [ 10 ] |
| Всего                | Всего         | $558 409 020 | $763 246 151  | $1 321 655 171 | $315 000 000 | —      |

## Оценки критиков
| Мультфильмы          | Rotten Tomatoes     | Metacritic       | CinemaScore |
| -------------------- | ------------------- | ---------------- | ----------- |
| Корпорация монстров  | 96 % (195 рецензий) | 78 (34 рецензии) | A+          |
| Университет монстров | 80 % (198 рецензий) | 65 (41 рецензия) | A           |